# Syrphoctonus eximius
Syrphoctonus eximius là một loài tò vò trong họ Ichneumonidae.